# Brauerei Kronburg

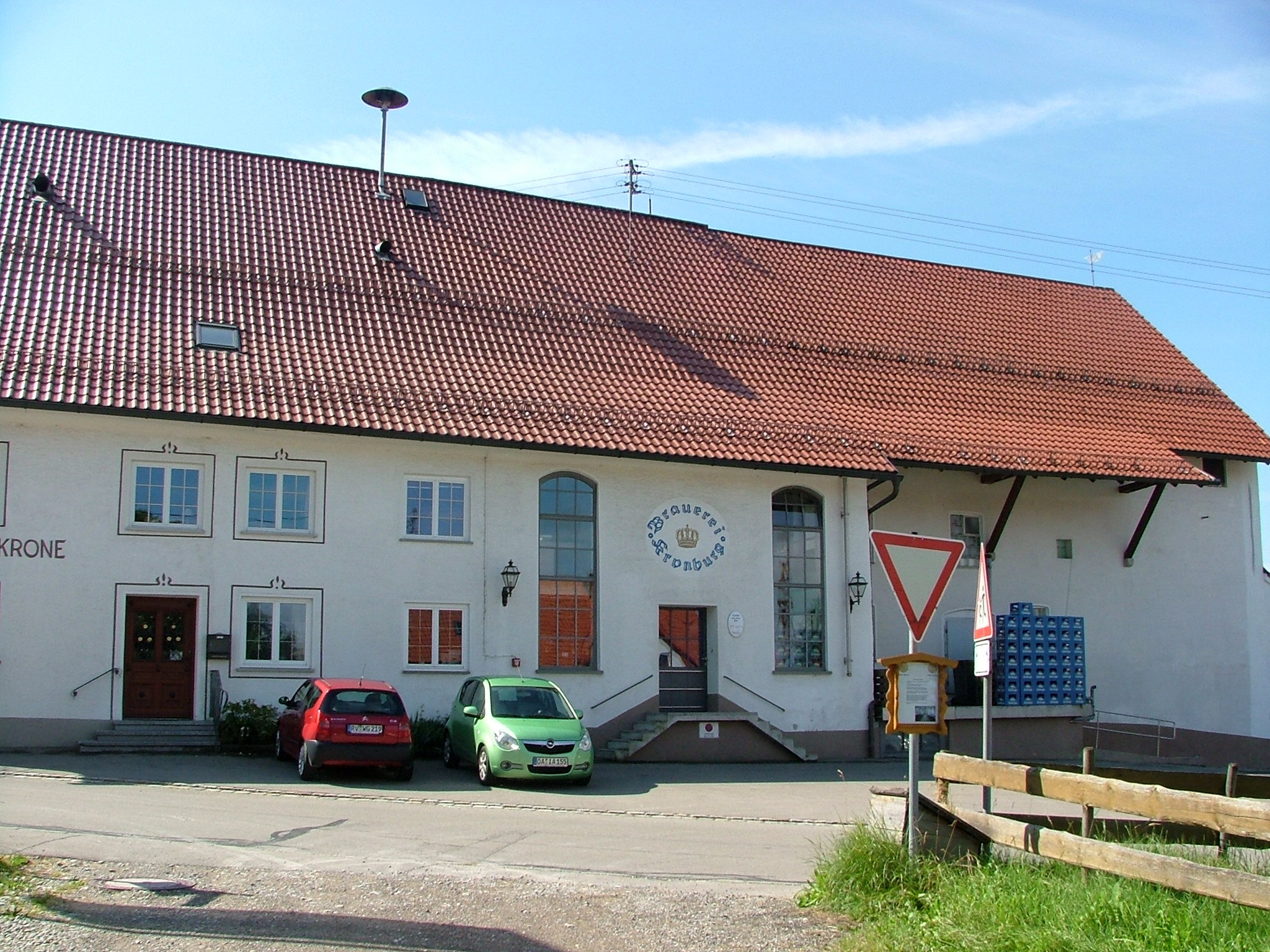
Brauerei Kronburg

Die Brauerei Kronburg ist eine Privatbrauerei in Kronburg in Bayern, die schriftlich erstmals im Jahr 1576 erwähnt wurde.

## Geschichte
Im Jahr 1891 übernahm Michael Schweighart die Brauerei gemeinsam mit dem Gasthof Zur Krone  von der Familie Hebel. Anton, Florian und Josef Schweighart bauten den Betrieb aus und führten moderne Brautechnik ein.
Die Brauerei wird (Stand 2025) in fünfter Generation von Florian Schweighart und seiner Frau Alexandra Schweighart geführt. Der Familienbetrieb hat einen Ausstoß von jährlich rund 5.000 Hektoliter Bier und beschäftigt sechs Festangestellte sowie etwa 20 Aushilfen.
Seit 2019 wird der Betrieb umfassend modernisiert. Auf der gegenüberliegenden Straßenseite entsteht ein neuer Brauereikomplex mit rund 500 m² Bruttogeschossfläche. Das bestehende Sudhaus wird durch moderne Technik ersetzt, während das historische Gebäude erhalten bleibt.